# Bothriopsis bilineata
Bothriopsis bilineata là một loài rắn trong họ Rắn lục. Loài này được Wied mô tả khoa học đầu tiên năm 1825.
Loài này được tìm thấy ở khu vực Amazon ở Nam Mỹ. Một loài thực vật thân thảo màu xanh lá cây có thể đạt chiều dài đến 1m, đây là một nguyên nhân quan trọng gây ra rắn cắn trên toàn bộ vùng Amazon. Hai phân loài hiện đang được công nhận, bao gồm các phân loài được đề cập ở đây. 

## Môi trường sống
Loài này được tìm thấy trong rừng mưa vùng đất thấp, trong bụi rậm, cây cọ và cây cối, đặc biệt là trong vùng nước. Loài này hầu như luôn luôn được tìm thấy trong bụi rậm và cây dọc theo các suối hoặc dọc theo các rìa để phá rừng, chủ yếu gắn với rừng nguyên sinh, mặc dù cũng đã được tìm thấy trong rừng thứ sinh cũ gần rừng nguyên sinh.

## Hành vi
Vào ban đêm, loài này trải qua một ngày ẩn trong tán lá dày, rỗng cây, hoặc ở dưới lá cây cọ, và luôn ở những nơi nó có thể đu bằng đuôi. Chúng có xu hướng săn mồi bằng cách rình và phục kích thay vì chủ động đuổi bắt con mồi.

## Hình ảnh

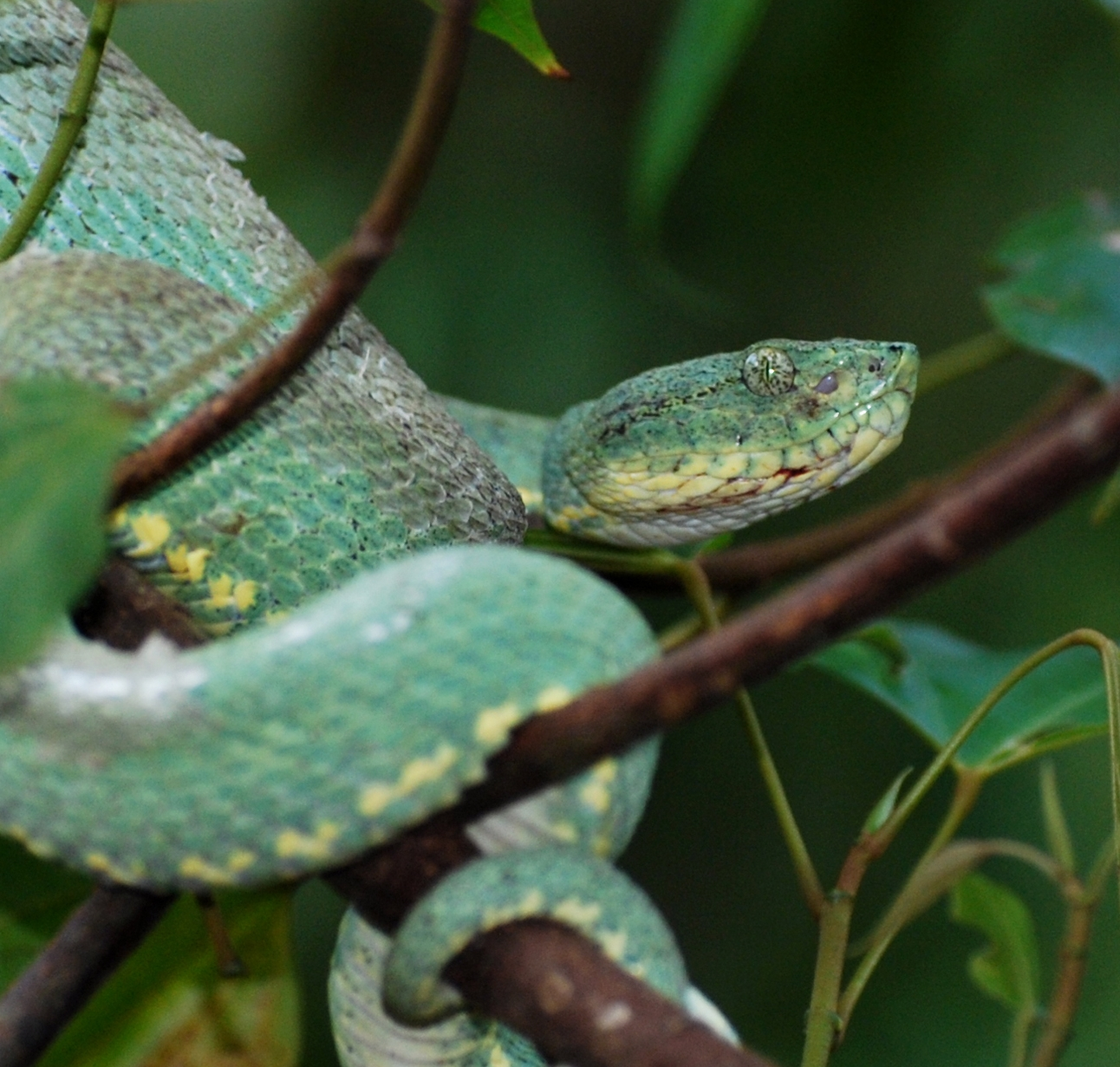